# SpVgg Greuther Fürth II
El SpVgg Greuther Fürth II es un equipo de fútbol de Alemania que juega en la Regionalliga Bayern, una de las ligas que conforman la cuarta división de fútbol en el país.

## Historia
Fue fundado en el año 1958 en la ciudad de Fürth de la región de Baviera con el nombre SpVgg Fürth II y es el principal equipo filial del SpVgg Greuther Fürth, por lo que no puede jugar en la Bundesliga, aunque sí puede hacerlo en la Copa de Alemania.
En su primera temporada logra el ascenso a la Amateurliga Bayern North, donde estuvo dos temporada hasta que descendió de categoría. En 1963 se convirtió en uno de los equipos fundadores de la Landesliga Bayern-Nord tras la reestructuración del fútbol alemán con la creación de la Bundesliga, y al mismo tiempo desarrollaron una rivalidad con el 1. FC Nüremberg II.
En 1996 cambia su nombre por el de SpVgg Greuther Fürth Amateure luego de una fusión y en la temporada 2000/01. En el año 2005 cambia su nombre por el que tiene actualmente y logra el ascenso a la Bayernliga, donde permaneció hasta el año 2008 luego de la creación de la 3. Bundesliga.
En 2008 se integra a la ahora desaparecida Regionalliga Süd, ya que en el año 2012 con la reestructuración de la Regionalliga pasó a jugar en la recién creada Regionalliga Bayern.

## Palmarés
- 2nd Amateurliga Mittelfranken Nord: 1 (IV)

1958
- Landesliga Bayern-Mitte: 1 (V)

2001
- Bezirksoberliga Mittelfranken: 1 (VI)

2000
- Copa Mittelfranken: 1

2002